# Planchet (badkamer)

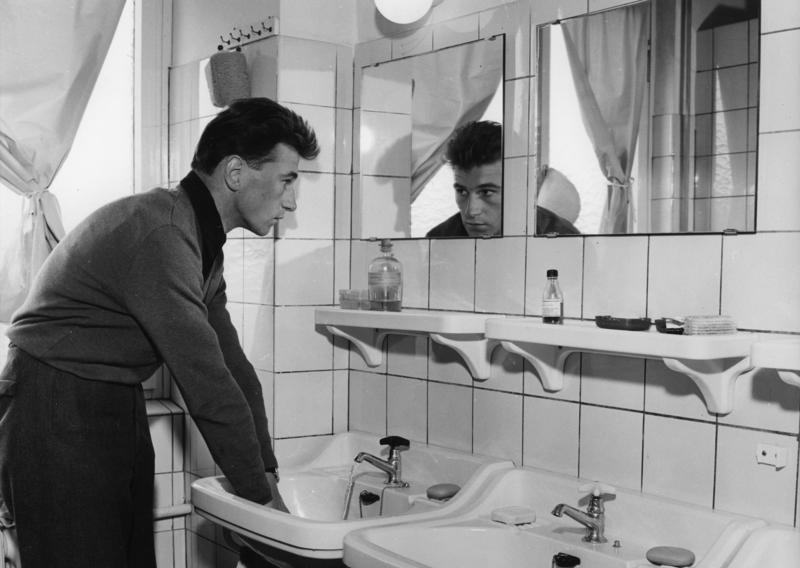
Twee planchets van keramiek, tussen spiegel en wasbak.

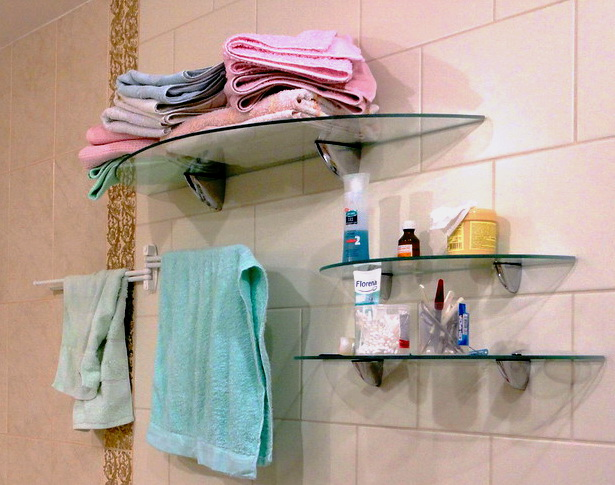
Meerdere glazen planchets.

Een planchet is een plankje in een badkamer waarop toiletartikelen geplaatst kunnen worden. Het woord 'planchet' komt uit het Frans en betekent letterlijk 'plank'. Een planchet wordt doorgaans geplaatst tussen spiegel en wasbak, maar ze kunnen ook geplaatst worden in een toilet of bij een douche. De afmeting ervan is meestal smaller of gelijk aan de breedte van het badkamermeubel. De diepte is vaak gering, ca 10-15 cm en de hoeken zijn vaak afgerond, omdat men zich er anders aan kan stoten. Gebruikt materiaal voor een planchet is in de praktijk plastic, glas, keramiek of hout.